# Bezirk Pilzno

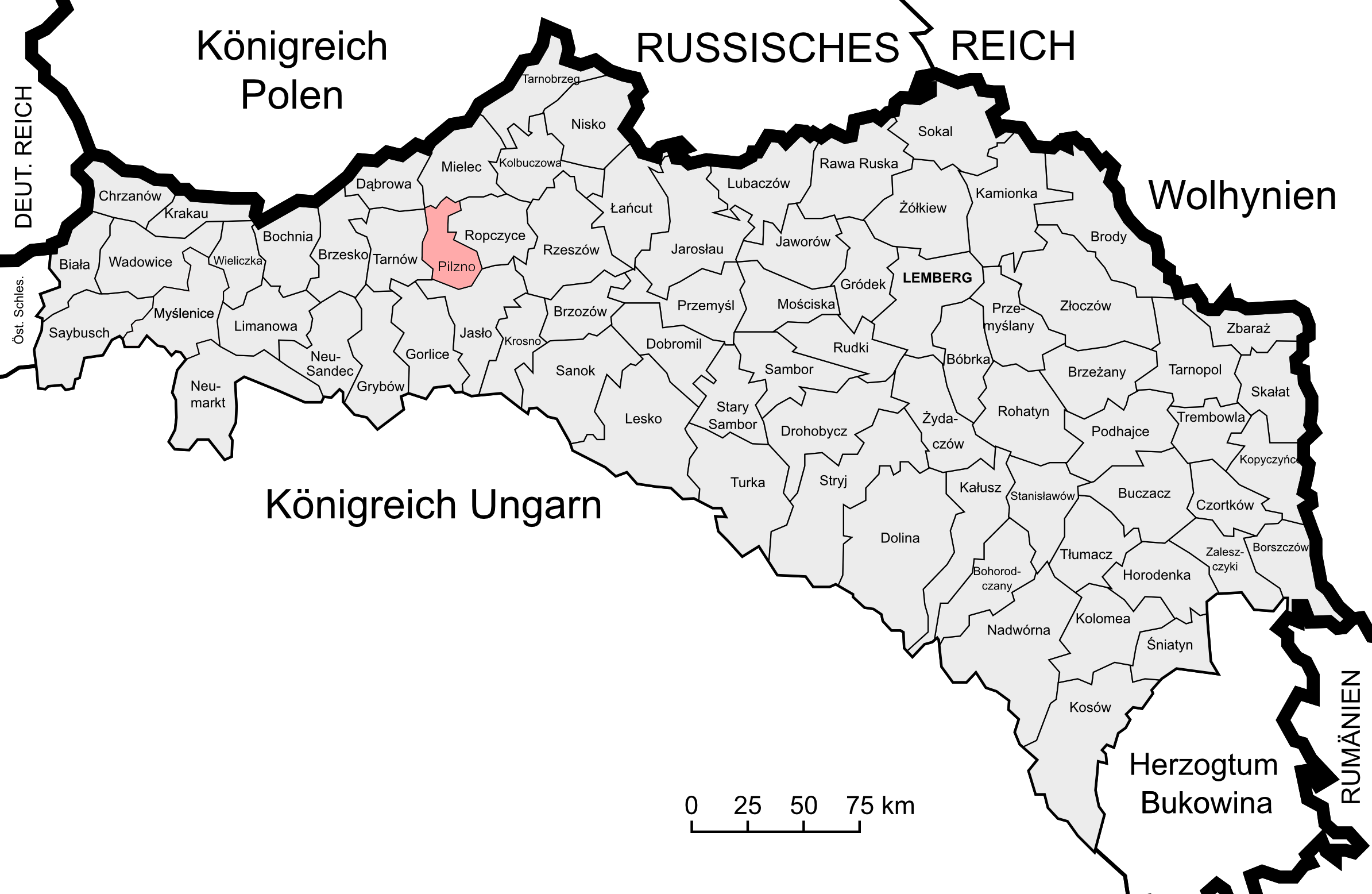
Lage des Bezirks Pilzno im Kronland Galizien und Lodomerien

Der Bezirk Pilzno war ein politischer Bezirk im Kronland Galizien und Lodomerien. Sein Gebiet umfasste Teile Westgaliziens im heutigen Polen (Powiat Dębica), Sitz der Bezirkshauptmannschaft war die Stadt Pilzno. Nach dem Ersten Weltkrieg musste Österreich den gesamten Bezirk an Polen abtreten, hier sind große Teile heute im Powiat Dębicki zu finden.
Er grenzte im Norden an den Bezirk Mielec, im Osten an den Bezirk Ropczyce, im Südosten an den Bezirk Strzyżów, im Süden an den Bezirk Jasło sowie im Westen an den Bezirk Tarnów.

## Geschichte
Ein Vorläufer des späteren Bezirks (Verwaltungs- und Justizbehörde zugleich) wurde zum Ende des Jahres 1850 geschaffen, die Bezirkshauptmannschaft Pilsno war dem Regierungsgebiet Krakau unterstellt und umfasste folgende Gerichtsbezirke:
- Gerichtsbezirk Pilsno
- Gerichtsbezirk Brzostek
- Gerichtsbezirk Radomyśl

Nach der Kundmachung im Jahre 1854 kam es am 29. September 1855 zur Einrichtung des Bezirksamtes Pilzno (weiterhin für Verwaltung und Gerichtsbarkeit zuständig) innerhalb des Kreises Tarnów.
Nachdem die Kreisämter Ende Oktober 1865 abgeschafft wurden und deren Kompetenzen auf die Bezirksämter übergingen, schuf man nach dem Österreichisch-Ungarischen Ausgleich 1867 auch die Einteilung des Landes in zwei Verwaltungsgebiete ab. Zudem kam es im Zuge der Trennung der politischen von der judikativen Verwaltung zur Schaffung von getrennten Verwaltungs- und Justizbehörden. Während die gerichtliche Einteilung weitgehend unberührt blieb, fasste man Gemeinden mehrerer Gerichtsbezirke zu Verwaltungsbezirken zusammen.
Der neue politische Bezirk Pilzno wurde aus folgenden Bezirken gebildet:
- Bezirk Pilzno (mit 32 Gemeinden)
- Teilen des Bezirks Dembica (mit 25 Gemeinden)
- Teilen des Bezirks Brzostek (Gemeinden Markt Brzostek, Bukowa, Bączałka, Demborzyn, Dembowa, Grudna Dolna, Grudna Górna, Markt Jodłowa, Januszkowice, Kamienica Dolna, Klecie, Kamienica Górna, Nawsie Brzosteckie, Opacionka, Przeczyca, Skurowa, Wola Brzostecka, Zagórze)
- Teilen des Bezirks Zassów (Gemeinden Błonie, Dąbie, Dombrówka Wisłocka, Dulcza Wielka, Kądziółki, Łączki Kucharskie, Mokre, Przerytybor, Markt Przesłav, Podole, Ruda, Wyłów, Zassów, Zdziarzec, Żarówka)
- Teilen des Bezirks Tuchów (Gemeinden Budyń, Dzwonowa, Lubcza, Wola Lubecka, Zwiernik)

Der Bezirk Pilzno bestand bei der Volkszählung 1910 aus 63 Gemeinden sowie 34 Gutsgebieten und umfasste eine Fläche von 573 km². Hatte die Bevölkerung 1900 noch 49.107 Menschen umfasst, so lebten hier 1910 48.673 Menschen. Auf dem Gebiet lebten dabei mehrheitlich Menschen mit polnischer Umgangssprache (99,8 %) und römisch-katholischem Glauben, Juden machten rund 6 % der Bevölkerung aus.

## Ortschaften
Auf dem Gebiet des Bezirks bestand 1900 Bezirksgerichte in Brzostek und Pilzno, diesen waren folgende Orte zugeordnet:

### Gerichtsbezirk Brzostek
- Bączałka
- Błaszkowa
- Stadt Brzostek
- Bukowa
- Demborzyn
- Dembowa
- Głobikówka
- Grudna Dolna
- Grudna Górna
- Januszkowice
- Jodłowa
- Kamienica Dolna
- Kamienica Górna
- Klecie
- Nawsie Brzosteckie
- Opacionka
- Przeczyca
- Siedliska Bogusz
- Skurowa
- Smarzowa
- Wola Brzostecka
- Zawadka

### Gerichtsbezirk Pilzno
- Bielowy
- Borowa
- Chotowa bestehend aus den Ortsteilen Chotowa und Słupie
- Czarna
- Dąbie
- Dobrków
- Dulczówka
- Dzwonowa
- Gembiczyna
- Głobikowa
- Głowaczowa
- Gołęczyna
- Gorzejowa bestehend aus den Ortsteilen Gorzejowa Dolna und Gorzejowa Górna
- Lipiny bestehend aus den Ortsteilen Kozia Wola, Lipiny, Rędziny und Zajączkowice
- Lubcza
- Machowa
- Mokre
- Mokrzec
- Parkosz
- Pilźnionek
- Stadt Pilzno
- Połomeja
- Przeryty Bór
- Róża
- Słotowa
- Strzegocice
- Wiewiórka
- Wola Lubecka
- Zagórze
- Zassów
- Ździary
- Źwiernik bestehend aus den Ortsteilen Budyń und Zwiernik